# Jan Zachrisson
Jan Zachrisson, född 1961, är en svensk mediepersonlighet och tidigare musiker/skivproducent, uppvuxen i Sundsvall. I början av 1980-talet spelade Zachrisson i punkbandet Diestinct hemma i Sundsvall. Han var senare skivproducent på skivbolaget MNW och producerade bland annat John Lenins debut-LP Peace for Presidents 1987. Zachrisson lämnade i slutet av 1980-talet musikbranschen och blev nöjeschef på nystartade TV4. Som nöjeschef på kanalen var han bland annat med om att lansera Bingolotto och Fångarna på fortet. 1995 värvades han till produktionsbolaget Jarowskij. Zachrisson är idag storägare och kreativ chef i Zodiak Television.